# Jeunes Mères
Jeunes Mères è un film del 2025 diretto da Jean-Pierre e Luc Dardenne.

## Trama
Cinque ragazze madri si conoscono alloggiando in un centro per donne indigenti.

## Promozione
Il trailer del film è stato diffuso online il 29 aprile 2025.

## Distribuzione
Il film è stato presentato in anteprima il 23 maggio 2025 al 78º Festival di Cannes, data in cui è stato anche distribuito nelle sale cinematografiche franco-belghe.

## Accoglienza
In Italia, il film ha ricevuto un'ottima accoglienza critica. Il critico cinematografico Simone Emiliani su Sentieri Selvaggi assegna al lungometraggio un voto di 4.2 su 5 con la motivazione che "stavolta è lo sguardo, cinematografico e morale, che è quello giusto. Tra i loro film più ispirati", mentre Giancarlo Zappoli su Mymovies scrive che i Dardenne "offrono qui uno spazio a una speranza che non si traduce in un happy end retorico".

## Riconoscimenti
- 2025 – Festival di Cannes[5]
  - Prix du scénario a Jean-Pierre e Luc Dardenne
  - In concorso per la Palma d'oro